# Dioridium hirsutum
Dioridium hirsutum là một loài bọ cánh cứng trong họ Cerambycidae.